# Lectrides parilis
Lectrides parilis là một loài Trichoptera trong họ Leptoceridae. Chúng phân bố ở miền Australasia.